# Малий Жовтень
«Малий Жовтень» — хвиля репресій проти казахської інтелігенції та традиційних скотарів-кочовиків, яка мала на меті зміцнити радянську владу у регіоні. В кінцевому результаті Малий Жовтень призвів до масового вимирання кочових казахів.

## Передісторія
Зміцнення тоталітарної системи в Казахстані пов'язане з ім'ям Філіпа Голощокіна, обраного восени 1925 р. керівником крайової партійної організації. Професійний революціонер, один з організаторів розстрілу царської сім'ї, Голощокін відразу після прибуття до Кизил-Орди заявив про відсутність в казахському аулі Радянської влади і необхідності «пройтися по аулу Малим Жовтнем». Основним завданням проголошувалося руйнування традиційної громади через ліквідацію соціальної диференціації. Наступним кроком мав стати масовий перехід казахів до осілості. Чудово розуміючи, що ці заходи викличуть протест із боку місцевих комуністів, Голощокін почав боротьбу з тими партійними лідерами, які не поділяли його поглядів.

## Репресії проти націонал-уклоністів
Вже у 1926 р. в «націонал-ухильництві» були звинувачені С. Садвакасов і С. Ходжанов. Гонінням піддалися С. Сейфулліна, М. Мурзагалієв, Н. Нурмаков, С. Мендешем та ін. Багато хто з них були вислані з республіки. Ж. Султанов, С. Садвакасов, Ж. Мунбаев зняті зі своїх постів. Наприкінці 1928 р. розпочалися перші арешти політичних супротивників Голощокіна, в числі яких були А. Байтурсінов, М. Дулатов, Ж. Аймаутов, М. Жумабаєв. Через два роки були арештовані М. Тинишпаєв, Ж. Досмухамедов, X. Досмухамедов і багато інших представників національної інтелігенції.

## Втілення у життя «Малого Жовтня»
Фактично усунувши опозицію в Казахстані, Голощокін почав втілення в життя своєї ідеї «Малого Жовтня». У 1926–1927 рр. був здійснений переділ орних і пасовищних угідь. Близько 1 360 тис. десятин сінокосів і 1 250 тис. десятин ріллі були відібрані у заможних господарств і передані біднякам і середнякам. Проте очікуваного ефекту цей захід не приніс.

Голощокін — ініціатор «Малого Жовтня»

Господарства, що не мали худоби, не могли скористатися переданими їм сіножатями та пасовищами і в більшості випадків повертали їх колишнім господарям.
Наступним кроком стала конфіскація майна великих баїв-скотарів з виселенням їх разом з родинами за межі районів проживання. Намічалося конфіскувати майно та худобу близько 700 господарств. Згідно з документами, худобу було відібрано у 696 господарств, проте насправді ця цифра була набагато вище. Так, тільки до Акмолинського округу замість 46 по плану конфіскації та виселенню було піддано понад 200 господарств, в Петропавлівському замість 34 господарств — 102 тощо. Всього в результаті кампанії близько 145 тис. голів худоби були передані біднякам.
Слід зауважити, що конфіскації піддавалися не тільки значні скотовласники, але й середняки, помічені в нелояльності до влади. Посилювався також податковий тиск відносно заможних господарств, вимушених виплачувати більшу частину сільгоспподатку. Так, в 1927-28 рр. 4% господарств сплатили 33% усієї суми податків. Крім того, існувала система «самооподаткування», за якою сума могла перевищувати первісну в два-три рази.

## Наслідки
Слід зазначити, що політика тиску на заможних селян була характерна не тільки для Казахстану, але й для всього Радянського Союзу. Головною своєю метою Радянський уряд вважав прискорену індустріалізацію, кошти для якої повинен був дати аграрний сектор економіки. Традиційне господарство, що спирається на приватну власність на землю і худобу, не могло в короткі терміни дати необхідні кошти. Тому наприкінці 20-х років було взято курс на колективізацію — створення системи колективних господарств (колгоспів) з повним відчуженням селян від засобів виробництва і розподілу результатів цього виробництва.
Казахстану тут відводилась особлива роль. Багаті природні ресурси передбачали створення тут великої індустріальної бази, проте робоча сила повинна була бути переміщена сюди ззовні, з центральних регіонів Росії і України. Казахи, як кочівники та скотарі, не вписувалися в майбутню систему «соціалістичного Казахстану». Саме тому Голощокін за згодою Сталіна вибрав ті методи колективізації, які не могли не викликати повний розвал казахського господарства і фактичне вимирання цілого народу. Так був узятий курс на широкомасштабний геноцид, що привів до масового голоду 1931–1933 рр. в Казахстані.